# Hoplolabis (Parilisia) postrema
Hoplolabis (Parilisia) postrema is een tweevleugelige uit de familie steltmuggen (Limoniidae). De soort komt voor in het Palearctisch gebied.